# Gregori Margulis
Pour les articles homonymes, voir Margulis.
 (avril 2014).
Si vous disposez d'ouvrages ou d'articles de référence ou si vous connaissez des sites web de qualité traitant du thème abordé ici, merci de compléter l'article en donnant les références utiles à sa vérifiabilité et en les liant à la section « Notes et références ».
Gregori Aleksandrovitch Margulis (en russe Григорий Александрович Маргулис, Grigori Aleksandrovitch Margoulis), né le 24 février 1946 à Moscou, est un mathématicien russe connu pour son travail de grande envergure sur les sous-groupes discrets des groupes de Lie, et l'introduction de méthodes venant de la théorie ergodique en approximation diophantienne. Il a reçu la médaille Fields en 1978 et le prix Abel en 2020.

## Biographie et travaux
Il est né dans une famille juive de Moscou, alors en Union soviétique. Après avoir étudié à l'Université d'État de Moscou, il commença ses recherches en théorie ergodique. Ses premiers travaux avec David Kazhdan donnèrent lieu au théorème de Kazhdan-Margulis, un résultat sur les groupes discrets. Son théorème de superrigidité (en) formulé en 1975 a clarifié de nombreuses conjectures classiques au sujet de la caractérisation des groupes arithmétiques (en) parmi les réseaux des groupes de Lie.
Margulis a donné la première construction de familles de graphes expanseurs. Cette construction a plus tard été généralisée dans la théorie des graphes de Ramanujan.
En 1986, Margulis démontra complètement la conjecture d'Oppenheim sur les formes quadratiques et l'approximation diophantienne. Cette conjecture était restée ouverte près d'un demi-siècle, pendant lequel des progrès considérables avaient été faits, notamment grâce à la méthode du cercle de Hardy-Littlewood, mais l'utilisation des méthodes issues de la théorie des groupes a été décisive. Il a ensuite formulé un nouveau programme de recherche suivant la même direction, incluant la conjecture de Littlewood, qui a eu une influence certaine.
Il a reçu la médaille Fields en 1978, mais il n'avait alors pas pu se rendre à Helsinki recevoir son prix en personne, les autorités soviétiques lui ayant interdit d'y aller. Il a également reçu le prix Wolf de mathématiques en 2005. Il est lauréat conjointement avec Hillel Furstenberg  du Prix Abel 2020.
Il occupe depuis 1991 la chaire de mathématiques Erastus L. DeForest à l'université Yale.